# Операция «Весенний праздник»
Опера́ция «Весе́нний пра́здник» (нем. Operation Frühlingsfest, бел. Аперацыя «Веснавое свята») — карательная полицейско-войсковая операция германских оккупационных войск, проводившаяся в Белоруссии с 11 апреля по 10 мая 1944 года и направленная против партизан, а также мирного населения, Полоцко-Лепельской партизанской зоны, располагавшейся на освобождённых партизанами в тылу захватчиков территории всего Ушачского района и части территорий Полоцкого, Глубокского, Докшицкого, Лепельского, Бешенковичского, Шумилинского районов Витебской области (штаб Полоцко-Лепельского партизанского соединения размещался в райцентре Ушачи).
В белорусской историографии развернувшиеся тогда события известны как Полоцко-Лепельская битва 1944 года — одно из крупнейших партизанских сражений Великой Отечественной войны против немецких оккупационных войск. Боевые действия закончились тем, что партизанским бригадам Полоцко-Лепельского партизанского соединения, блокированным в начале мая западнее города Ушачи, в ночь на 5 мая 1944 года в результате прорыва кольца окружения удалось с потерями вырваться, вывести из окружения 15 тысяч мирных жителей и, сохранив организационные структуры, продолжить борьбу с немецкими оккупационными войсками до соединения с частями Красной армии.
За годы оккупации (1941—1944 гг.) на территории Белорусской ССР оккупационной администрацией Германии было проведено свыше 140 карательных операций различного масштаба, в ходе которых полностью или частично была уничтожена 7251 деревня. Судьбу Хатыни сожжённой вместе с жителями, разделили ещё 628 сельских населённых пунктов, 186 из которых уже никогда не были восстановлены.

## Цели и задачи операции
В конце декабря 1943 года советско-германский фронт приблизился к восточной границе Полоцко-Лепельской партизанской зоны в Витебской области Белоруссии, и партизанские формирования оказались в непосредственном тылу германской 3-й танковой армии. Вермахту требовалось беспрепятственное тыловое обеспечение танковой армии, однако основная шоссейная дорога снабжения Витебск — Лепель — Парафьяново, пересекавшаяся с железной дорогой Молодечно — Полоцк, контролировалась белорусскими партизанами. Немецкое командование не раз пыталось разгромить партизан в своём тылу, предпринимая периодические карательные рейды со стороны Полоцка и Лепеля, однако партизанские бригады Полоцко-Лепельской зоны жёстко обороняли свои рубежи и постоянно наращивали силы. Немецкое командование констатировало укрепление круговой партизанской обороны.
Весной 1944 года на советско-германском фронте определённо возникло некоторое затишье, и предполагая начало очередного наступления Красной армии на белорусском направлении, немецкое командование поставило для себя цель — ликвидировать Полоцко-Лепельскую партизанскую зону, очистить от партизан важнейшие железнодорожные и шоссейные дороги, осуществив крупную полицейско-войсковую операцию «Весенний праздник». В задачи операции входило не только уничтожить партизан на территории между Полоцком и Лепелем, но и вообще провести полную её зачистку от людей, в том числе и от находившегося там мирного населения — работоспособных жителей и детей предполагалось вывезти в Германию, остальных уничтожить.

## Силы сторон

### Оккупационные немецкие войска и коллаборационистские формирования
В операции со стороны немецких войск участвовали подразделения пяти пехотных дивизий 3-й танковой армии группы «Центр» (командующий генерал-полковник Рейнгард, начальник штаба Гейдкемпер) с привлечением дополнительно переброшенных в этот район отдельных частей из группы армий «Север» и группы армий «Северная Украина» со штатным вооружением, а также специально сформированная оперативная группа СС и полиции под командованием генерального комиссара генерального округа Беларусь группенфюрера войск СС генерал-лейтенанта полиции фон Готберга. В карательной оперативной группе Готберга в ходе операции «Весенний праздник» (и в её рамках двух вспомогательных операций — «Моросящий дождь» и «Ливень») были задействованы 12 полков СС и полиции, части 201-й охранной, 5-й пехотной и 6-й авиаполевой дивизий, подразделения бригады РОНА Каминского Б. В. с танковыми, артиллерийскими частями и подразделения Особой команды СС «Дирлевангер».
К операции были привлечены два батальона «Белорусской Краевой Обороны» (БКА), подразделения из латышских полицейских батальонов, отдельные подразделения 15-й дивизии Латышского легиона Ваффен СС, подразделения украинских полицейских батальонов и казачьи сотни. В составе полицейских отрядов прибалтийской «группы Еккельна» карательные акции, включая массовые убийства советских граждан и уничтожение населённых пунктов, проводили 2-й Лиепайский и 3-й Цесисский полицейские полки при участии 5-го латышского пограничного полка СС, а также отдельные подразделения 15-й дивизии из Латышского легиона СС (15 Waffen-Grenadier Division der SS (lettische Nr.1)).
Общая численность привлекавшихся в ходе операции оккупационных подразделений составила до 60 тысяч человек, в том числе войсковых частей вермахта до 20 тысяч человек. В качестве основного технического обеспечения привлечённые силы имели 137 танков, 235 орудий, около 70 самолётов, 2 бронепоезда. В настоящее время в различных источниках приводятся отличающиеся цифры численности привлекавшихся к операции оккупационных сил, и они разнятся в диапазоне от 27 тысяч до 60 тысяч человек, но в любом случае, группировка немецких войск в ходе операции всегда кратно превосходила силы партизан, имея подавляющее преимущество в технике и вооружении.
Общее руководство операцией группировки оккупационных войск осуществляли командующий немецкой 3-й танковой армии генерал-полковник Георг Рейнгард и генеральный комиссар Генерального округа Белоруссия обергруппенфюрер СС генерал-лейтенант полиции Курт фон Готтберг.

### Партизанские формирования
Немецким оккупационным частям, осуществлявшим операцию, противостояли 16 партизанских бригад, имевших в своём составе партизанские отряды с общей численностью более 17 тысяч человек, на вооружении которых находилось 21 орудие, 143 миномёта, 151 противотанковое ружьё, 723 пулемёта и различное стрелковое вооружение (в основном винтовки). Партизанскими силами руководила оперативная группа ЦК КП(б)Б и БШПД во главе с В. Е. Лобанком. Штаб партизанского соединения находился в районном центре Ушачи.
Партизанские бригады (начиная с восточного участка обороны) которые первыми приняли удар немецкой группировки, и далее против часовой стрелки вдоль линии круговой партизанской обороны:
- бригада «За Советскую Белоруссию» (командир Романов П. М., комиссар Жижов Н. Г.);
- бригада «Имени В. И. Ленина» (командир Сакмаркин Н. А., комиссар Сипко А. В.);
- «16-я Смоленская бригада» (командиры Шлапаков И. Р., затем Алесенков И. К., комиссар Тимошенков Г. Н.);
- бригада «Имени В. И. Чапаева» (командир Мельников В. В., комиссар Кореневский И. Ф.);
- «Полк Садчикова» (командир Садчиков И. Ф., комиссар Юрьев А. Ф.);
- бригада «Имени К. Е. Ворошилова» (командир Тябут Д. В., комиссар Лемза В. А.);
- бригада «Имени ВЛКСМ» (командир Куксенок И. А., комиссар Зайцев Ф. И.);
- бригада «Имени С. М. Короткина» (командир Талаквадзе В. М., комиссар Эрдман А. Б.);
- бригада «Имени А. В. Суворова» (командир Хомченко П. А., комиссар Усов Н. Е.);
- бригада «Октябрь» (командир Юрченко Ф. К., комиссар Юкша И. И.);
- бригада «Имени ЦК КП(б)Б» (командир Медведев А. Д., комиссар Пучкарёв Н. Г.);
- «Диверсионная бригада имени В. И. Ленина» (командиры Горбатенков М. Т., затем Фурсо Е. У., комиссар Свирид В. С.);
- «1-я Антифашистская партизанская бригада» (командир Гиль-Родионов В. В., комиссар Тимчук И. М.);
- бригада «Алексея» (командиры Данукалов А. Ф., затем Блохин В. А., комиссар Старовойтов И. И.);
- «Лепельская бригада имени И. В. Сталина» (командиры Короленко Д. Т., затем Ярмош А. В., комиссары Ярмош А. В., затем Качан В. Л.);
- бригада «Имени П. К. Пономаренко» (командир Уткин Н. В., комиссар Тябут М. А.)[8][9].

См. статью «Полоцко-Лепельская партизанская зона».

## Ход операции

### Ход боевых действий
Планирование и подготовку к операции немецкое командование начало в феврале — марте 1944 года. Крупные силы сосредотачивались в семи районах по окружности перед существовавшей уже тогда линией партизанской обороны.
Началом операции устанавливалось 11 апреля 1944 года, а на её проведение отводилось 10 дней.
С 11 по 16 апреля 1944 года в рамках основной операции было запланировано проведение вспомогательной операции «Regenschauer» («Моросящий дождь») по взлому хорошо организованной круговой партизанской обороны.
О подготовке немцами войсковой операции стало известно партизанскому командованию, которое предприняло подготовку к круговой обороне. На всём протяжении 240-километровой оборонительной линии были дополнительно построены различные укрепления с учётом особенностей местности — много окопов с перекрытиями, пулеметные гнёзда, дзоты, минные поля, противотанковые рвы и т. д.
Операция началась 11 апреля нанесением немцами основного удара по партизанской зоне с востока (со стороны Уллы) привлечёнными частями из 3-й танковой армии, 87-й пехотной дивизией и 161-м отдельным пехотным полком, усиленных танками, большим количеством артиллерии и миномётов, при общей поддержке авиацией.
С севера (со стороны Полоцка) стала наступать 252-я пехотная дивизия 9-го армейского корпуса.
Задачей наступавших на этих направлениях германских частей было сбить партизан с оборонительных позиций и обеспечить общее оттеснение партизанских сил к Ушачам.
16 апреля с южного и юго-западного направлений при поддержке танков начали наступать основные подразделения группы Готберга, в частности, 5-я пехотная дивизия, 501-й танковый батальон, 2-й, 12-й, 24-й полки СС, части бригады РОНА Бронислава Каминского и полк зондеркоманды СС «Дирлевангер».
На юго-востоке основные бои начались 21 апреля, здесь партизанскую линию обороны начала атаковать 201-я охранная дивизия вермахта, а также подразделения из 95-й пехотной дивизии и 6-й авиаполевой дивизии.
На западном и северо-западном направлениях крупные бои начались 22 апреля, где стали наступать размещённые здесь из группы Готберга полки СС, 26-й полицейский полк, особый полк СД, подразделения из 281-й охранной дивизии вермахта, «группы Еккельна» и БКА.
Партизанские формирования оказывали ожесточённое сопротивление, сдерживая наступление немецких частей. Однако натиск численно и технически превосходящего врага всё-таки вынудил их постепенно отходить к Ушачам.
Рассматривая общую военно-стратегическую обстановку на данном участке советско-германского фронта в тот момент, стоит коснуться такого момента, как вопроса о возможности ускоренного освобождения тогда районов с партизанами Красной Армией. Ведь в некоторых местах от линии фронта до партизанской зоны напрямую было менее 100 километров, но это и пересекая сильно укреплённую оборону противника на реке Западная Двина.
Но тут стоит иметь в виду, что за три месяца до этих событий Красная Армия проводила крупное наступление на сильно укреплённые врагом города Витебск и Полоцк силами двух фронтов (Западного и 1-го Прибалтийского). Наступление проходило очень трудно, Красная Армия понесла потери и вынуждена была остановиться. Ставке ВГК пришлось даже сменить командующего Западным фронтом. Кроме того, в условиях максимальной секретности Генштаб начал готовить новую операцию «Багратион», охватывавшую всю территорию Белоруссии. Одновременно начала проводиться дезинформация немецкого командования с целью убедить, что Красная Армия в летнюю наступательную кампанию нанесёт основной удар на Украине.
Таким образом, при недостаточной подготовке частей Красной Армии начинать на Полоцком (Ушачском), Витебском и Могилёвском направлениях наступательные действия было преждевременно. Тем более, что войска были ослаблены, силы были недостаточны для прорыва закрепившегося по реке Западная Двина противника.
Тем не менее, 1-й Прибалтийский фронт частными наступательными действиями пытался облегчить положение партизан в Полоцко-Лепельской зоне, однако этого оказалось недостаточно для кардинального изменения ситуации в этом районе. Немецкое командование, зная на этом направлении общее состояние частей Красной Армии, именно на это время и спланировало карательную операцию. На оказание помощи партизанскому соединению была сориентирована авиация 1-го Прибалтийского фронта, которая совершила 354 вылета для бомбардировок скоплений фашистских войск, а также для переправки грузов партизанам (доставлено свыше 250 тонн) и эвакуации раненых (вывезено около 1500 человек).
К 17 апреля партизанская линия обороны была прорвана на многих участках, и бои развернулись за населённые пункты, а в глубине зоны партизаны стали организовывать новые рубежи обороны.
27 апреля кольцо окружения вокруг Ушачей сжалось до 20 км. К началу мая немецким частям удалось вытеснить партизанские бригады в западном направлении за реку Ушача и полностью блокировать их в районе Матыринского леса.
Рубеж обороны партизан сократился до 8 км. В тесно зажатой зоне создалось критическое положение.

### Прорыв партизанских бригад из окружения в ночь на 5 мая 1944
30 апреля оперативной группе Полоцко-Лепельского соединения от Военного Совета 1-го Прибалтийского фронта поступает приказ, согласованный с Белорусским штабом партизанского движения: начать прорыв в западном направлении с выходом из окружения в район Шарковщины.
С 1 по 4 мая были ночные попытки прорваться на запад в направлении железной дороги Молодечно — Полоцк, в результате которых с большими потерями небольшие группы прорывались, но так как все партизанские силы не были стянуты в единый кулак, общего прорыва не состоялось.
И только в ночь с 4 на 5 мая 1944 года огненное кольцо блокады было прорвано, партизаны нанесли мощнейший удар на юг в направлении населённых пунктов Паперино, Новое Село и вышли из окружения, выведя с собой 15 тысяч мирных жителей, среди которых в основном были старики, женщины и дети. Наступали напрямую на два крупнейших вражеских гарнизона, которые размещались в деревнях Паперино и Новое Село.

### Итоги полицейско-войсковой карательной операции
25 дней и ночей героической обороной Полоцко-Лепельские партизанские формирования смогли противостоять масштабной войсковой операции немецких оккупационных сил.
По советским оценкам считалось, что оборонявшиеся объединённые партизанские части нанесли врагу ощутимые потери в живой силе и технике — уничтожили около 8,3 тысяч солдат и офицеров, ранили около 12,9 тысяч человек, подбили 59 танков, уничтожили 116 автомашин, 7 бронемашин, 22 орудия, 2 самолёта. Однако, вопрос о реальных потерях оккупационных немецких сил дискутируется — по оценке современных исследователей потери составили около 2 тысяч человек (включая немецких военнослужащих и коллаборационистские формирования).
В боях в апреле-мае 1944 года со стороны советских партизан погибли комбриги Герои Советского Союза Данукалов А. Ф. и Романов П. М., комбриги Короленко Д. Т., Гиль-Родионов В. В., комиссары бригад Жижов Н. Г., Кореневский И. Ф., Свирид В. С.
Отличились партизанские командиры и комиссары Тябут Д. В., Садчиков И. Ф., Фролов Д. А., Тимчук И. М., Куксенок И. А., Талаквадзе В. М., Уткин Н. В., Усов Н. Е.
Группировка немецких оккупационных войск, применяя обычную тактику террора против партизан и местного населения, в ходе операции расстреляла 7011 человек, захватила для вывоза в Германию 11 тысяч человек, сожгла ряд деревень. Общие потери партизан составили более 10 тысяч человек.
Оценка итогов операции со стороны немецкого командования дана в журнале боевых действий 3-й танковой армии (запись от 10 мая 1944 года):

«Операция „Весенний праздник“ против банд в тыловой зоне близ Ушачи (32 км южнее Полоцка) закончена.
В трёхнедельных трудных боях армейские и полицейские части совместно с местными добровольцами при особенно неблагоприятных погодных условиях и местности окружили многочисленные и хорошо организованные банды в районе Лепель (около 70 км южнее Полоцка) и разбили их. Во время ночных массированных попыток прорыва лишь части банд удалось прорвать кольцо окружения. Их окружили ещё раз и уничтожили основную их часть. Преследование остатков всё ещё продолжается.
Благодаря непрекращающимся авианалётам со сбросом бомб и обстрелом с воздуха Люфтваффе сыграло существенную роль в уничтожении и разгроме врага. В более чем 1500 самолёто-вылетах было сброшено более 500 тонн авиабомб.
Завоёванный успех имеет решающее значение для общей обстановки на стыке Группы армий „Центр“ и Группы армий „Север“.
Важность, с которой советское руководство относилось к этому партизанскому центру, показывают факты постоянных интенсивных действий авиации с целью снабжения партизан и подавления наших атакующих частей, а также отвлекающих атак на ближайшем участке фронта.
В период 17 апреля — 10 мая 1944 года враг [имеются в виду белорусские партизаны] потерял: 5955 убитых, 6145 пленных, 346 перебежчиков. В эти цифры не входит множество задержанных гражданских лиц.
Захвачено или уничтожено множество стрелкового оружия, большое количество боеприпасов, одна рация и один самолёт. Уничтожено: 102 лагерей-стоянок, 182 бункера, 52 огневых точки…».
Но объективно, операция немецкими оккупационными силами была выполнена не в полном объёме. Группировке оккупационных сил удалось ликвидировать долгое время не подконтрольную им Полоцко-Лепельскую партизанскую зону (как территориальную единицу сопротивления), кроме того, при прорыве окружения партизанские бригады (отряды) понесли значительные потери в личном составе, но тем не менее, бо́льшая часть партизанских отрядов вырвалась из окружения и продолжила вооружённую борьбу в других районах Белоруссии, а некоторые отряды вскоре вернулись на территорию Ушачского района.

## Карательные действия немецких оккупационных войск в отношении мирного населения Белоруссии
Протоколы допросов от 25-27 декабря 1945 года военнопленного, командира 26-го полицейского полка, Георга Вайсига о проведённых карательных акциях на оккупированной территории Белоруссии показывают, что задачей германских сил было зачистить полосу в 25 км от станции Крулевщина по железной дороге на Полоцк до станции Прозороки и на юго-восток от железной дороги, уничтожить действующих на этом участке партизан, выдавить трудоспособное население для отправки в Германию, а также отобрать у мирных жителей весь скот, сельскохозяйственные продукты, инвентарь и имущество.
Так, например, в ходе авианалётов и артиллерийского обстрела были сожжены все населённые пункты в районе озера Шо, где погибло большое количество мирных жителей. Так же был уничтожен партизанский лагерь восточнее станции Зябки, откуда основная масса партизан смогла пробиться с боем, а укрывавшиеся в лагере мирные жители в количестве 1200 человек попали в немецкий плен, и были размещены за колючей проволокой без каких бы то ни было укрытий возле Зябков, а затем отправлены на каторжный труд в Германию. Лица, пытавшиеся уклониться от задержания, расстреливались на месте. Протоиерей Псуевского прихода Счастный сообщил, что в его приходе 6 мая 1944 года были сожжены населенные пункты Углы, Леоновичи, Слобода, Калачи-Поле, Боровцы и ряд других, причём деревня Боровцы была сожжена вместе с жителями.
Всего, только подчинённые Георга Вайсига, задержали во время карательной экспедиции более 2000 человек, из которых около 800 были переданы в СД.

## Память
Накануне 3 июля 1974 года, Дня празднования 30-летия освобождения Белоруссии от немецко-фашистских захватчиков, северо-западнее районного центра Ушачи между сёлами Двор-Плино и Паперино (месте смертельной схватки партизан с врагом при прорыве окружения) в ознаменование майского 1944 года подвига партизан Полоцко-Лепельской зоны был торжественно открыт мемориальный комплекс «Прорыв».
Композиция мемориального комплекса символически воспроизводит героический прорыв партизанскими бригадами блокады, проводившейся после окружения в начале мая 1944 года немецко-фашистскими оккупационными войсками. От входа в комплекс проложена вымощенная камнем дорога в направлении, в котором прорывались партизаны в ночь на 5 мая 1944 года, на боковых каменных стенах по обочинам дороги закреплены таблички с наименованием партизанских бригад, участвовавших в прорыве. В конце дороги перед входом на верхнюю площадку комплекса возвышается проломленная каменная стена, за проломом установлен величественный монумент партизана с автоматом в руках, героически пробившегося сквозь вражескую «стену» окружения. На верхней площадке комплекса («Площадь Памяти») возле монумента лежат мемориальные плиты, на которых увековечены установленные имена 1450 партизан, погибших во время блокады и прорыва вражеского окружения.
Мемориальный комплекс «Прорыв» увековечил героическую борьбу белорусских партизан в годы Великой Отечественной войны.

## Книги, статьи
- Дюков, А.Р. Карательные операции нацистов на территории Витебской области. Часть 1. Записные книжки историка (24 мая 2007). Архивировано 27 сентября 2019 года.
- Барминский В.В. "Через годы огневые. В памяти народной" // "Знамя" : Красноборская газета. — 1982-07-13, 1982-07-15.
- Барминский В.В. Очерк "Мужали в боях" // г.Минск, изд."Юнацтва" : Сборник "Годы комсомольские" (ISBN 5-7880-0002-5). — 1988г..
- Симиндей В.В. "Данные злодеяния производила группа, выделенная из каждой роты". Новые свидетельства преступлений военнослужащих 19-й латышской дивизии Ваффен-СС // Журнал российских и восточноевропейских исторических исследований. — 2015. — Вып. 1 (6). — ISSN 2409-1413. Архивировано 26 июля 2020 года.
- Барминский Л.В., Барминский В.В. "Судьба, опаленная войной". — Москва: Известия, 2019г. — ISBN 978-5-206-01019-0.
- Максим Осипов. Ужас «Зимнего волшебства»: карательные операции фашистов // "СБ. Беларусь сегодня" : Газета. — 2018-03-02. Архивировано 27 сентября 2019 года.
- Пётр Климов. 80 лет знаменитому партизанскому Прорыву под Ушачами: 17 тысяч партизан сражались против 60 тысяч карателей // "Комсомольская правда" : Газета. — 2024-05-03.